# Marisol Díaz Mouteira
Marisol Díaz Mouteira (Kelkheim, distrito de Meno-Taunus, 1967) es una abogada y política española, del ámbito gallego militante del Partido Popular de Galicia.

## Formación
Licenciada en Derecho por la Universidad Nacional de Educación a Distancia y especialista en Mediación Familiar y Derecho Civil. Funcionaria del Cuerpo Superior de la Junta de Galicia.

## Trayectoria
Desde 2003 ocupó diversos cargos representando al Gobierno gallego en la provincia de Orense. Ese año y hasta 2005 fue delegada provincial de la Consejería de Justicia, estando de presidente de la Junta Manuel Fraga. 
En 2009, con Alberto Núñez Feijóo como presidente del Gobierno autonómico y Rogelio Martínez González como delegado territorial de la junta en la provincia de Orense, fue nombrada jefa territorial de la Consejería de Educación, cargo que abandonó en febrero de 2012 para ocupar un escaño en el Parlamento de Galicia, en sustitución de José Manuel Baltar Blanco. En marzo de 2013 asumió la Jefatura territorial de la Vicepresidencia, Consejería de Presidencia, Administración Pública y Justicia, cargo que desempeñará hasta el mes de enero de 2015 que accedió a la Secretaría Territorial de la Delegación de la Junta en Orense. Seis meses después, en junio, dimitió de este cargo para tomar posesión como diputada autonómica en sustitución de Jesús Vázquez Abad.
El Consejo de la Junta de Galicia, reunido el 8 de octubre de 2015, la nombra delegada territorial de la Junta en Orense, después de cesar a Rogelio Martínez González.